# Brico Cross 2018-2019
De Brico Cross 2018-2019 was het 3e seizoen van een serie overkoepelende wedstrijden in het veldrijden. In de Brico Cross werden er geen punten gegeven, noch was er een algemeen klassement of een algehele eindwinnaar. De wedstrijdserie is genoemd naar de hoofdsponsor, de bouwmarkt Brico. De Brico Cross werd georganiseerd door SportIDee.

## Mannen elite
| Datum      | Wedstrijd                               | Cat. | Eerste               | Tweede                 | Derde                  |
| ---------- | --------------------------------------- | ---- | -------------------- | ---------------------- | ---------------------- |
| 16/09/2018 | Muur van Geraardsbergen, Geraardsbergen | C2   | Lars van der Haar    | Wout van Aert          | Daan Soete             |
| 06/10/2018 | Berencross, Meulebeke                   | C2   | Mathieu van der Poel | Wout van Aert          | Quinten Hermans        |
| 07/10/2018 | GP Mario De Clercq, Ronse               | C1   | Mathieu van der Poel | Wout van Aert          | Michael Vanthourenhout |
| 13/10/2018 | Rapencross, Lokeren                     | C2   | Daan Soete           | Laurens Sweeck         | Toon Aerts             |
| 08/12/2018 | Cyclocross Essen, Essen                 | C1   | Laurens Sweeck       | Gianni Vermeersch      | David van der Poel     |
| 29/12/2018 | Versluys Cyclocross, Bredene            | C2   | Wout van Aert        | Quinten Hermans        | Jens Adams             |
| 06/02/2019 | Parkcross, Maldegem                     | C2   | Mathieu van der Poel | Michael Vanthourenhout | Toon Aerts             |
| 17/02/2019 | Vestingcross, Hulst                     | C2   | Mathieu van der Poel | Lars van der Haar      | Tom Pidcock            |

## Vrouwen elite
| Datum      | Wedstrijd                               | Cat. | Eerste          | Tweede              | Derde                      |
| ---------- | --------------------------------------- | ---- | --------------- | ------------------- | -------------------------- |
| 16/09/2018 | Muur van Geraardsbergen, Geraardsbergen | C2   | Eva Lechner     | Alice Maria Arzuffi | Ceylin del Carmen Alvarado |
| 06/10/2018 | Berencross, Meulebeke                   | C2   | Sanne Cant      | Ellen Van Loy       | Loes Sels                  |
| 07/10/2018 | GP Mario De Clercq, Ronse               | C1   | Marianne Vos    | Alice Maria Arzuffi | Annemarie Worst            |
| 13/10/2018 | Rapencross, Lokeren                     | C2   | Sanne Cant      | Laura Verdonschot   | Loes Sels                  |
| 08/12/2018 | Cyclocross Essen, Essen                 | C1   | Maud Kaptheijns | Lucinda Brand       | Eva Lechner                |
| 29/12/2018 | Versluys Cyclocross, Bredene            | C2   | Lucinda Brand   | Loes Sels           | Eva Lechner                |
| 06/02/2019 | Parkcross, Maldegem                     | C2   | Denise Betsema  | Laura Verdonschot   | Annemarie Worst            |
| 17/02/2019 | Vestingcross, Hulst                     | C2   | Denise Betsema  | Annemarie Worst     | Inge van der Heijden       |

Kampioenschappen:  Wereldkampioenschappen ·
 Europese kampioenschappen ·
 Belgische kampioenschappen ·
 Nederlandse kampioenschappen
Klassementen:  Wereldbeker ·
 Superprestige ·
 DVV Verzekeringen/IJsboerke Trofee ·
 EKZ CrossTour ·
 TOI TOI Cup ·
 Coupe de France ·
 New England Series ·
 Copa de España
Overig:  Brico Cross ·
 Soudal Classics
Geen UCI-cat.:  Giro d'Italia Ciclocross
2016-2017 · 2017-2018 · 2018-2019 · 2019-2020 · 2020-2021 · 2021-2022 · 2022-2023 · 2023-2024 · 2024-2025